# Dragon Peak
Der Dragon Peak (englisch für Drachengipfel) ist ein 1119 m hoher Berg auf der Alexander-I.-Insel westlich der Antarktischen Halbinsel. Er ist die höchste Erhebung der Finlandia Foothills.
Das UK Antarctic Place-Names Committee benannte ihn 2018 und folgte damit der Benennung weiterer Objekte in der Umgebung nach mythologischen Wesen.